# رادوسلاف تيرزييف
رادوسلاف تيرزييف (بالبلغارية: Радослав Терзиев)‏ هو لاعب كرة قدم بلغاري في مركز الدفاع، ولد في 6 أغسطس 1994 في بلوفديف في بلغاريا. شارك مع منتخب بلغاريا تحت 19 سنة لكرة القدم ومنتخب بلغاريا تحت 21 سنة لكرة القدم. أما مع النوادي، فقد لعب مع سبارتاك بلوفديف ونادي بوتيف بلوفديف.

## وصلات خارجية
- رادوسلاف تيرزييف على موقع الاتحاد الأوربي (الإنجليزية)
- رادوسلاف تيرزييف على موقع قاعدة بيانات كرة القدم.إي يو (الإنجليزية)
- رادوسلاف تيرزييف على موقع Soccerway.com (الإنجليزية)